# Сайто Досан
Сайто Досан (яп. 斎藤 道三, сайто досан, 1494? — 28 травня 1556) — самурайський полководець середньовічної Японії періоду Сенґоку. Володар провінції Міно (суч. префектура Ґіфу). Справжнє ім'я — Сайто Хідетацу. Чернече ім'я — Досан. Відомий під прізвиськом "гадюка", отримане за зраду сюзерена і часте використання військових хитрощів.
Разом із Ходзьо Соуном і Мацунаґою Хісахіде, Сайто Досан є одним із трьох найнегативніших персонажів періоду Сенґоку, так званих "стерв’ятників".

## Життєпис
Першопочатково Досан був продавцем олії з Кіото і називав себе іменами "Мацуба" та "Нісімура". Завдяки успішній торгівлі він влаштувався на службі у губернаторів провінції Міно — роду Токі. Досан став самураєм і успадкував власність місцевого роду Наґаї, змінивши своє ім'я на "Наґаї Норіхіде". 
У 1538 році посада губернатора Міно стала вакантною. Її мусив зайняти Токі Йорінорі, представник роду губернаторів, але в опозиції до нього постав потужній рід Сайто, головування у якому, завдяки підкупу і махінаціям, перейшло до Досана. У 1551 році боротьба між родами Токі і Сайто завершилась перемогою останніх. Токі Йорінорі, законний губернатор, був вигнаний з провінції, а Сайто зайняв його резиденцію у замку Інабаяма і підкорив собі Міно.
Основним зовнішнім ворогом Сайто Досана був рід Ода з провінції Оварі (суч. префектура Айті). У 1547 році Досан розбив війська Оди Нобухіде у битві при Каноґуті. Бажаючи припинити напади ззовні Сайто уклав з Одою союз, видавши заміж свою доньку Но-хіме за сина Оди Нобухіде — Нобунаґу. 
Згодом Сайто передав спадщину і посаду голови роду своєму синові — Сайто Йосітацу, а сам прийняв постриг і чернече ім'я "Досан". За переказами це ім'я, яке можна перекласти як "три шляхи" символізувало три кар'єри які пройшов Досан — торговець, самурай і монах. 
З 1555 року між Досаном і Сайто Йосітацу спалахнув конфлікт. Наступного року батько і син зустрілись в битві на річці Наґара, в якій переміг Йосітацу. Підкріплення Оди Нобунаґи не встигли прийти на допомогу Досану. 
Існує дві гіпотези, які пояснюють причини війни між батьком і сином. Згідно з першою гіпотезою, Сайто Йосітацу не був справжнім сином Досана, а первістком вигнаного губернатора Токі Йорінарі і наложниці, яка перейшла до рук Досана. Відповідно, конфлікт трактується як помста Сайто Йосітацу за страждання справжнього батька. Друга гіпотеза не заперечує родинного зв'язку між Досаном і сином, але наголошує на прагненнях васалів роду Сайто скинути Досана. Відповідно внутрішня війна є справою рук підлеглих Сайто Йосітацу, які налаштували його проти батька. 
Могила Сайто Досана знаходиться у храмі Дзьодзайдзі міста Ґіфу префектури Ґіфу. Там само зберігається його портрет і печатка з написом "Сайто Ямасіро" (斎藤山城).